# Communauté de Sant'Egidio
La Communauté de Sant’Egidio est un mouvement laïc international d'inspiration chrétienne catholique. Elle est une association de fidèles catholiques, dédiée à la prière, engagée dans la lutte contre la pauvreté et le travail pour la paix dans le monde.
Elle est fondée à Rome en 1968, au lendemain du concile de Vatican II et rassemble aujourd'hui de 60 000 laïcs dans 74 pays à travers le monde. En France, Sant'Egidio est présent activement à Paris notamment à l'église Saint-Merri dans le 4ème arrondissement, à Charenton-le-Pont, Montreuil, Lyon, Brest, Nice, Marseille... 

## Histoire
La communauté est fondée à Rome en février 1968 par un groupe d'étudiants italiens du lycée Virgilio, dont Andrea Riccardi. Ils s'inspirent du concile Vatican II et créent une communauté de laïcs engagés. À partir de 1973, le groupe se réunit et prie dans l'église Sant'Egidio du quartier de Trastevere. Cette église, dédiée à Gilles l'Ermite, saint ermite du VIIe siècle, donne alors son nom à l'organisation. C'est aujourd'hui son siège mondial. La communauté est d'abord vouée à l'aide aux plus pauvres, notamment par la distribution de repas et l'alphabétisation. Elle s'ouvre également à l'hébergement de sans-abris,.
Dès les années 1980, la communauté s'engage pour des actions diplomatiques et pacifistes dans des régions touchées par des conflits. La première action menée, en 1980, est une négociation avec les Druzes qui encerclent le village de Deir-el-Qamar, dans le Chouf. En 1986, la communauté internationale de Sant'Egidio a été reconnue officiellement comme « Association de fidèles » par l'Église catholique.
De nombreuses autres actions internationales suivent, comme en Albanie, afin d'encourager le déroulement démocratique des élections de 1987. Au Mozambique durant deux années, entre 1990 et 1992, son action permet le 4 octobre 1992 la signature du traité de paix mettant fin à la guerre civile. Le 13 janvier 1995 la « plate-forme de Sant'Egidio » permet de réunir des partis politiques de l’opposition algérienne afin de trouver une solution politique et pacifique à la guerre civile algérienne. Entre 1996 et 1998, l'organisation négocie avec le pouvoir serbe pour la réouverture des écoles et facultés kosovares, négociations entre la guérilla et le pouvoir au Guatemala, participation aux négociations ayant amené à la signature des accords d'Arusha au Burundi.
En 2004, elle reçoit le prix Balzan pour son action humanitaire. À partir de 2015, elle met en place des couloirs humanitaires pour permettre l'arrivée sûr de réfugiés en Italie, France et Belgique,,. Elle s'engage en République centrafricaine pour tenter de rétablir l'accord de paix signé en 2017,.
En décembre 2018, son président, Marco Impagliazzo, se rend en Corée du Nord où la communauté soutient notamment un hôpital pédiatrique avec des aides alimentaires, des médicaments et des équipements médicaux.
Lors du consistoire du 5 octobre 2019, l’ de archevêque de Bologne Matteo Maria Zuppi est créé cardinal-prêtre de Sant'Egidio par le pape François, un titre créé pour l'occasion en reconnaissance pour son engagement pour l'association.

## Identité

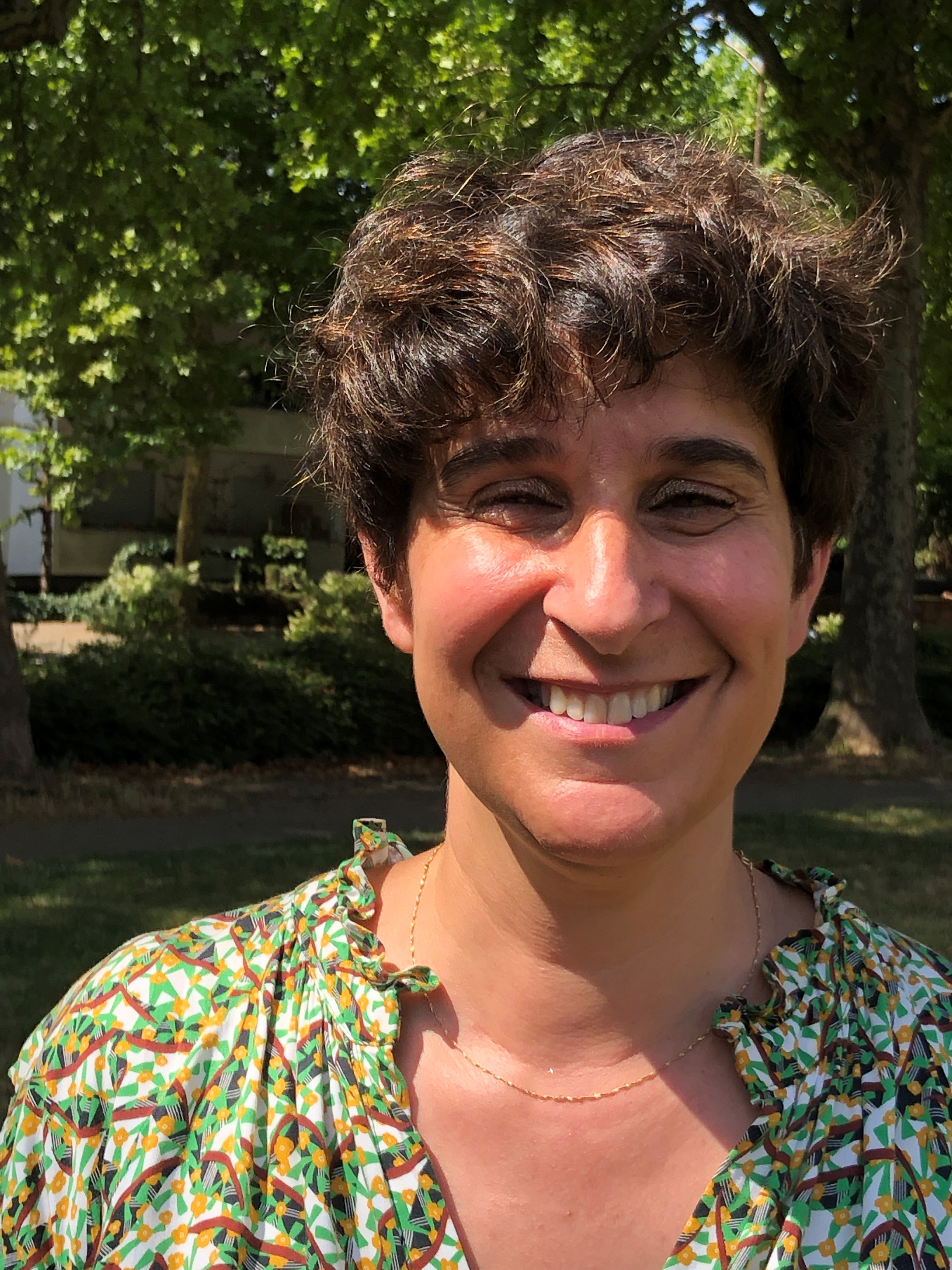
Valérie Régnier, vice-présidente de la communauté en 2025

La communauté de Sant'Egidio est une famille de communautés enracinées dans différentes églises locales. Le terme « communauté » entend refléter notamment un besoin de fraternité, d'autant plus ressenti que les membres de la communauté vivent comme laïcs dans le monde et en vivent la dispersion. La collaboration entre les membres est donc un trait caractéristique de Sant'Egidio, tant à l'intérieur qu'à l'extérieur, se traduisant par une attitude d'ouverture et d'attention envers la société et les autres expériences ecclésiales.

Les références spirituelles de la Communauté sont dès l'origine, la première communauté chrétienne des « Actes des Apôtres » : l'amour préférentiel de l'Église pour les pauvres, la primauté de la prière. Le caractère laïc et l'implantation dans les grandes villes ont conduit au développement d'une spiritualité plus proprement « urbaine », qui recompose la dispersion normale de la vie quotidienne et des responsabilités (familiales, professionnelles, civiles) autour de la primauté de l'évangélisation et du service. Une étape décisive dans cette recomposition est la prière commune du soir, ouverte à tous ceux qui souhaitent y participer. La prière du soir, accompagnée de prière personnelle et d'écoute quotidienne de la Parole de Dieu, a parmi ses thèmes centraux la miséricorde de Dieu pour les malades et les pécheurs, l'émotion de Jésus pour les foules et l'invitation à annoncer l'Évangile.

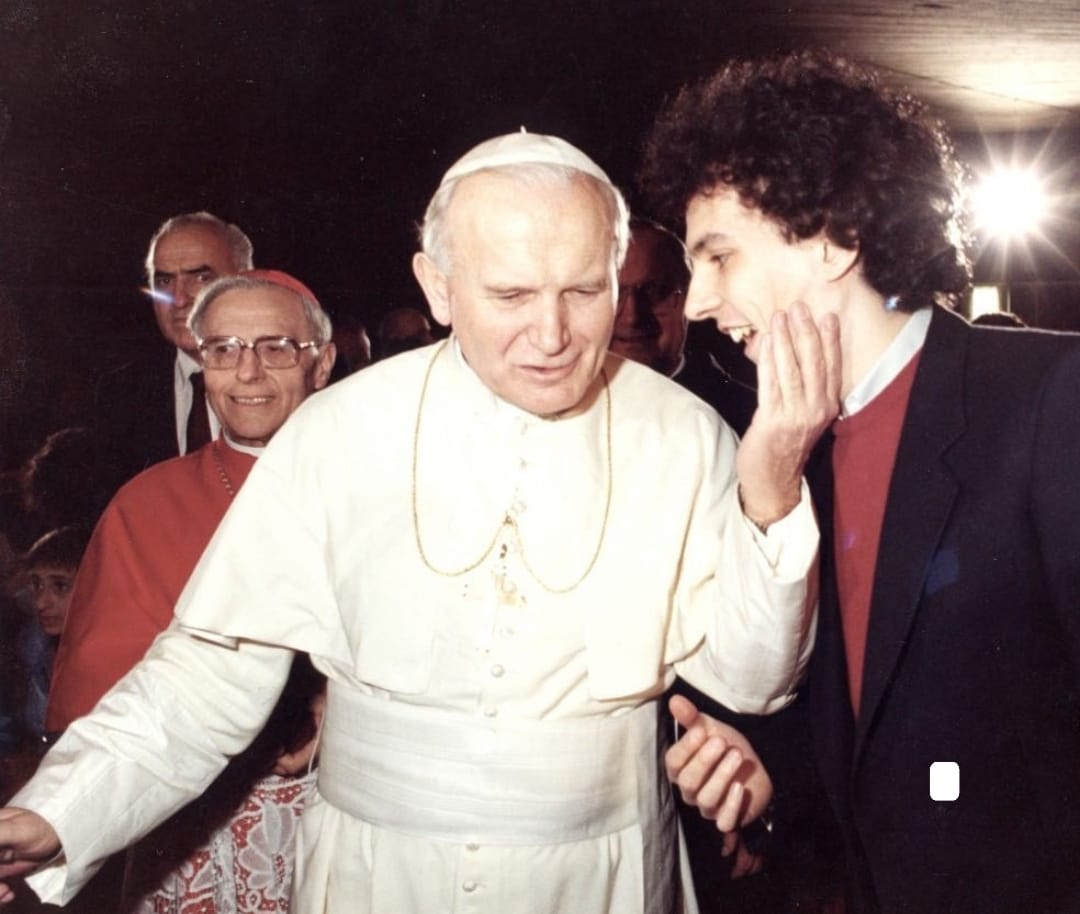
Le pape Jean-Paul II visite la Communauté de Sant'Egidio à Rome. À sa gauche, Marco Impagliazzo.

En 1993, à l'occasion du 25e anniversaire de la fondation, le pape Jean-Paul II a invité la communauté de Sant'Egidio à poursuivre son service sans autres limites et frontières que « celles de la charité ».
Les trois « P » : « Prière, Pauvres, Paix », sont donc les piliers fondamentaux, le charisme et le talent de la Communauté, comme l'a définit le pape François lors de sa visite à la communauté de Sant'Egidio le 15 juin 2014 à Rome :
« Allez de l’avant sur cette voie: prière, pauvres et paix. Et sur ce chemin, vous aidez à faire croître la compassion dans le cœur de la société — qui est la véritable révolution, celle de la compassion et de la tendresse —, à faire croître l’amitié au lieu du spectre de l’inimitié et de l’indifférence. »

## Activités
La communauté de Sant'Egidio est active dans la  :
- Lutte contre la pauvreté dans les villes
- Abolition de la peine de mort (Sant'Egidio est cofondatrice de la Coalition mondiale contre la peine de mort)
- Éducation dans les quartiers populaires
- Accompagnement des communautés nomades
- Présence auprès de personnes âgées dans les maisons de retraite, les EHPAD et à domicile
- Lutte contre le SIDA (Projet DREAM[21])
- Dialogue interreligieux
- Diplomatie internationale[22] et médiation politique[23],[24]

### Organisation de rencontres interreligieuses

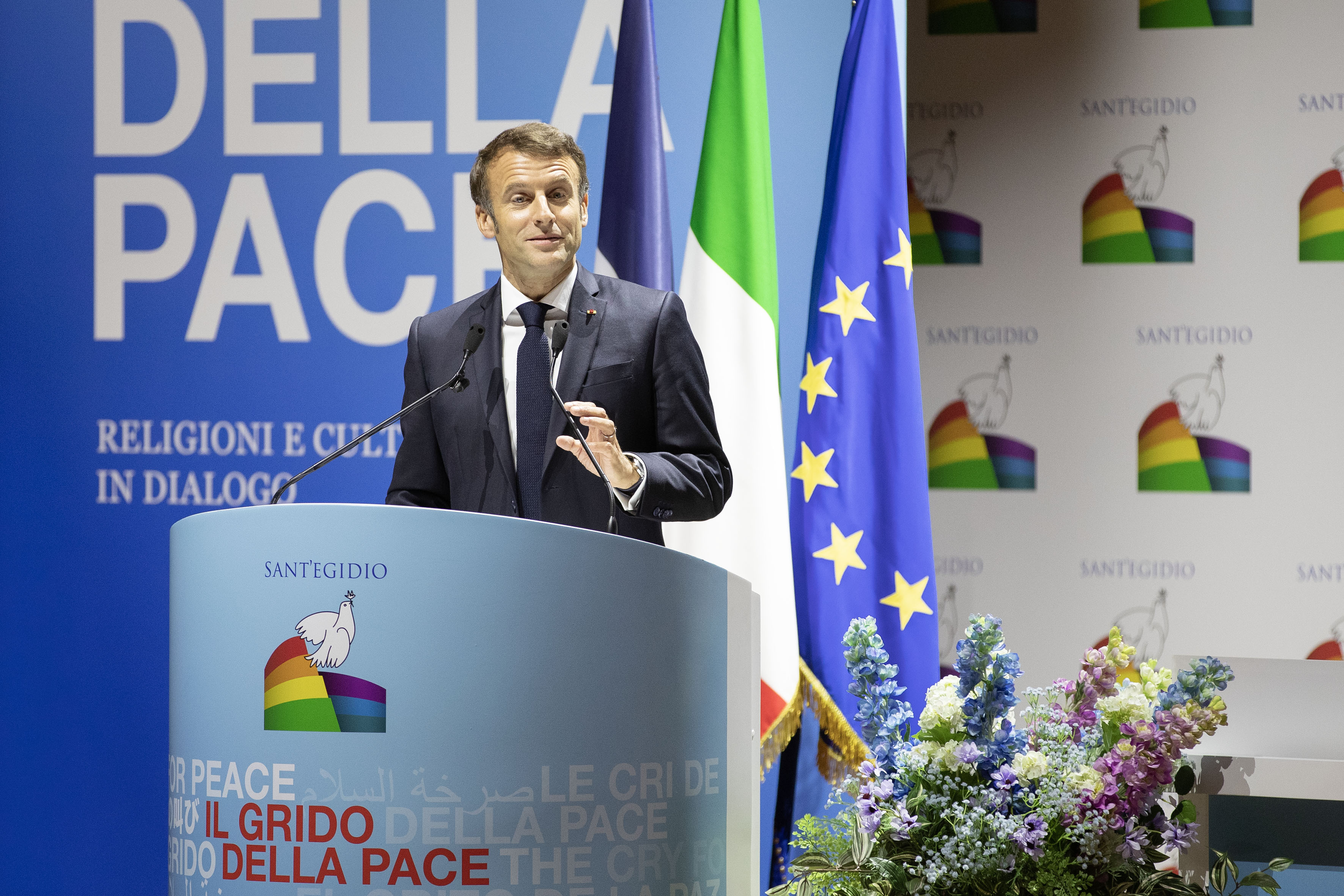
Le président de la République française Emmanuel Macron, invité à la rencontre interreligieuse pour la paix de Sant'Egidio à Rome de 2022, intervient à la cérémonie inaugurale.

La communauté de Sant'Egidio est particulièrement connue pour la rencontre qu'elle organise annuellement depuis 1986 et la Rencontre d'Assise organisée par Jean-Paul II. La conférence de chaque année est organisée autour d'un thème, comme :
- En 2005 à Lyon[25]
- En 2007 à Bukavu (république démocratique du Congo)[26]
- En 2008 à Chypre[27].
- En 2011 à Munich[28]
- En 2019 à Madrid[29]
- En 2022 à Rome[30]
- En 2023 à Berlin
- En 2024 à Paris[31]

Chaque rencontre valorise les aspects religieux, et les fait coexister dans un même lieu. Au premier rang se place l'Église catholique, initiatrice et organisatrice. Cette dernière recherche entre les participants un consensus dans les domaines de l'éthique ou du culturel, tels la paix, le dialogue entre les civilisations, et non dans celui de la vérité.

### Médiation politique
Cette organisation a, en matière de règlement des différends internationaux et de mise en place de médiations, des résultats très substantiels et des méthodes originales. Elle agit à la fois aux niveaux local, national et transnational.

Le rôle important de la communauté dans la médiation politique est reconnu civilement le 16 novembre 2011, quand Andrea Riccardi, son fondateur, est nommé Ministre de la Coopération Internationale dans le gouvernement italien de Mario Monti.

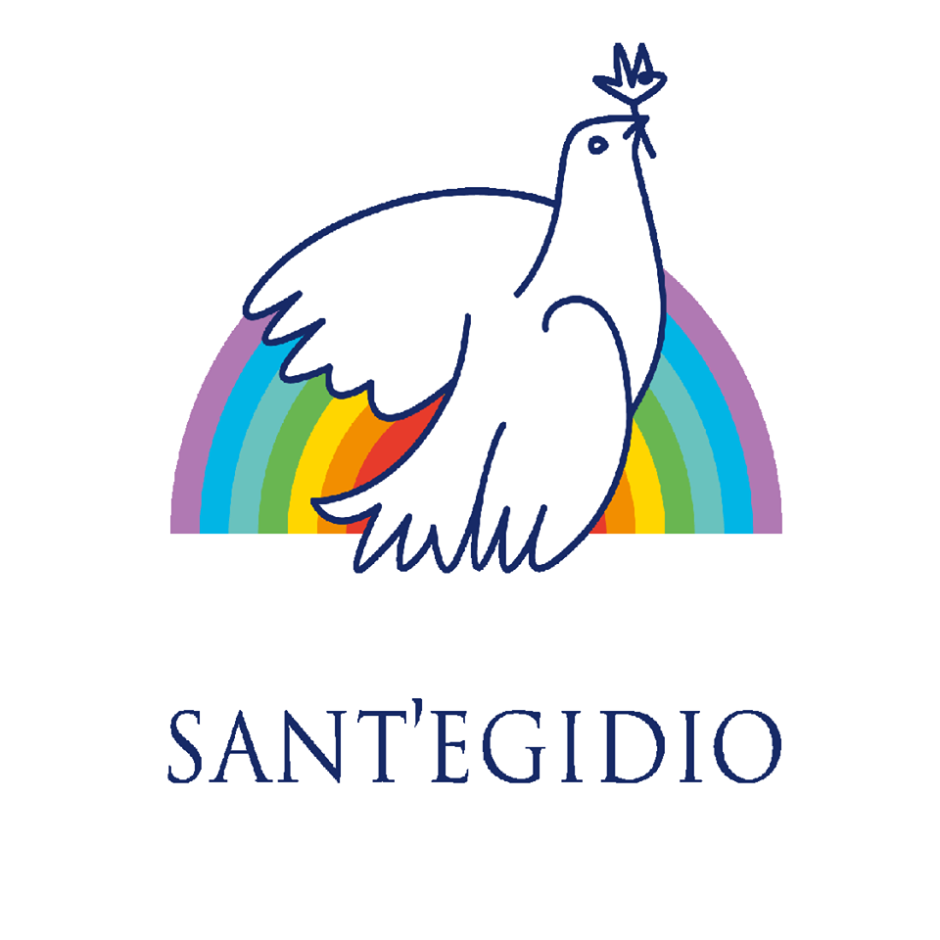
Logo de la Communauté de Sant'Egidio, avec la colombe de la paix, portant le rameau d'olivier

. Elle a pris une part importante dans :
- Le processus qui a abouti à la signature d’un accord de paix le 4 octobre 1992 au Mozambique, mettant fin à la guerre civile ;
- L'organisation d'une médiation :
  - Entre les organisations politiques algériennes et concrétisation dans une plate-forme commune, dite de Plate-forme de Sant'Egidio,
  - Au Kosovo,
  - En Afrique centrale.

Le responsable des relations internationales de la communauté Sant’Egidio, Mario Giro est lauréat 2010 du Prix de la fondation Chirac, le vendredi 5 novembre 2010 au musée du quai Branly à Paris.
La communauté de Sant'Egidio est présente sur les 5 continents:
- En France :
  - à Paris à l'église Saint-Merri (4ème arrondissement)[36].
  - à Charenton-le-Pont (Val-de-Marne) à l’église Saint-Pierre[37].
  - à Lyon à l'église Sainte-Croix[38].
  - à Montreuil.
- En Suisse, il existe une communauté de Sant'Egidio à Lausanne[39].